# Tusla
Tusla (ukrainisch und russisch Тузла Коса Tusla Kossa; krimtatarisch Tuzla) ist der Name einer etwa 200 bis 500 m breiten und 6 km langen Insel in der Straße von Kertsch, zwischen der Halbinsel Krim und der Taman-Halbinsel. Über die Insel führt die Krim-Brücke.
Im Zuge der Auflösung der Sowjetunion 1991 wurde die Ukrainische Sozialistische Sowjetrepublik am 24. August 1991 in den bestehenden Grenzen, also einschließlich der Krim und Tusla, zum unabhängigen ukrainischen Staat. Ab 1992 gab es bereits russische Abspaltungsversuche und Querelen um die Autonome Republik Krim. Seit April 2014 wird die gesamte Halbinsel Krim und somit auch die Insel Tusla von Russland beansprucht, kontrolliert und verwaltet. Völkerrechtlich wird dies von den meisten Staaten nicht anerkannt.

## Geschichte

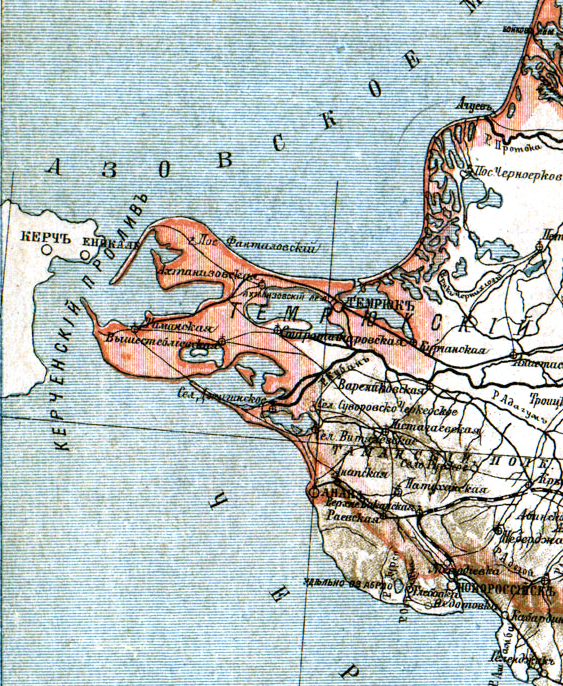
Insel Tusla im 19. Jahrhundert (Ausschnitt)

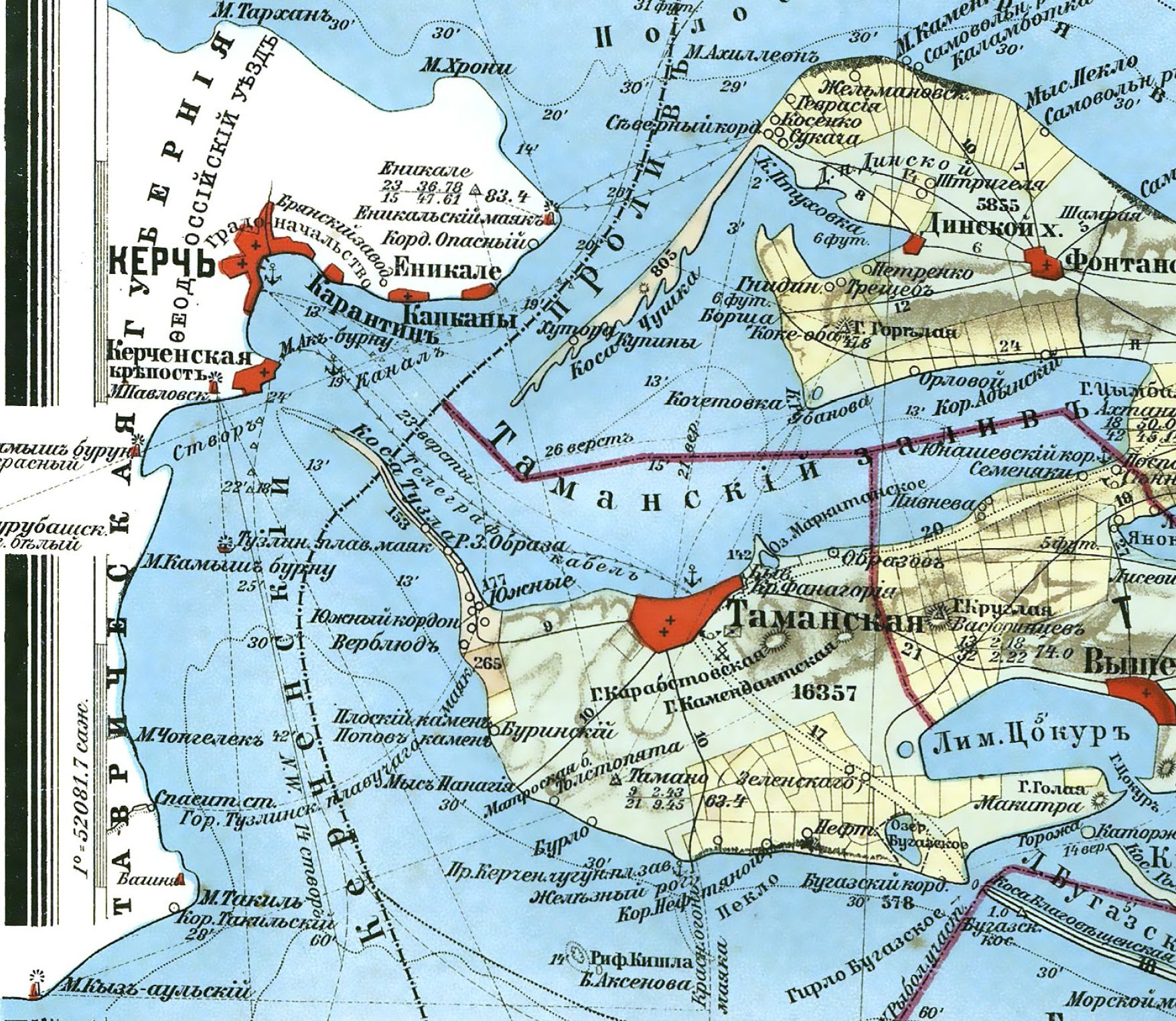
Insel Tusla um 1902

Schon vor dem 20. Jahrhundert hatte die damalige Halbinsel Kossa Tusla (etwa „Nehrung Tusla“) eine wirtschaftliche und strategische Bedeutung. Die umliegenden Gewässer waren sehr fischreich. Zudem bildete die Nehrung eine natürliche Grenze zwischen Asowschem und Schwarzem Meer. Die Meerenge wurde von der Festung Kertsch (ukrainisch Фортеця Керч / Форт Тотлебен Fortezja Kertsch / Fort Totleben) kontrolliert. Um die Durchfahrt auf die damals mögliche Schussweite der Kanonen (ca. 3 km) zu verengen, wurde die Meerenge durch einen Steindamm begrenzt, der nordwestlich vom Kap etwa 1200 m in die Straße von Kertsch ragt.
Die Insel trennte sich erst in den 1920er Jahren durch Erosion von der Taman-Halbinsel ab, die sie als Nehrung in Richtung Nordwesten verlängerte. 1941 übertrug der Oberste Sowjet der RSFSR die Verwaltung der Insel von der Region Krasnodar an die zu diesem Zeitpunkt ebenfalls russische Krim. 1954 wurde die Krim vom Präsidium des Obersten Sowjets an die Ukrainische SSR übertragen, die Insel Tusla aber mehr oder weniger übersehen, da sie zu diesem Zeitpunkt militärisches Sperrgebiet war und daher direkt von der RSFSR verwaltet wurde. Im Jahr 1973 beschlossen die Verwaltungen der Krim und der Region Krasnodar gemeinsam, dass die Insel von der Krim verwaltet werden solle. Ein völkerrechtlicher Vertrag oder eine sonstige formelle Regelung zwischen der Ukraine und Russland erfolgte jedoch bisher nicht.
Für Russland wie die Ukraine hat die Insel großen strategischen Wert, da sie auf der östlichen, der Krim gegenüberliegenden Seite der Meerenge liegt. Bei Kontrolle über die Insel hätte die Ukraine somit die Fahrrinne der Meerenge zwischen Asowschem und Schwarzem Meer kontrollieren und Gebühren von passierenden Schiffen verlangen können. Zudem hängt vom Besitz der Insel indirekt die Seegrenzziehung zwischen beiden Staaten ab. Da unter der Straße von Kertsch größere Erdgasvorkommen vermutet werden, hat dies auch wirtschaftliche Bedeutung.
Der Konflikt um die Insel schwelte seit der Auflösung der Sowjetunion. Er wurde im Jahr 2003 akut, als Russland begann, gegen den erklärten Willen der ukrainischen Regierung einen Straßendamm von ihrem Territorium (Halbinsel Taman) zur Insel zu bauen. Die Ukraine verstärkte daraufhin ihren Grenzposten militärisch und ließ mit einem Schwimmbagger die Meerenge zwischen Insel und russischem Festland vertiefen.
Im Dezember 2010 kündigte das ukrainische Außenministerium die Demarkation des genauen Grenzverlaufs für das folgende Jahr an. Ein erstes Treffen der russisch-ukrainischen Demarkations-Kommission fand bereits am 20. Dezember 2010 in Moskau statt. Nach langen Verhandlungen sollten am 12. Juli 2012 die Präsidenten der Ukraine und Russlands bei einem Treffen in Jalta eine Vereinbarung unterzeichnen, nach der die Insel Tusla sowie die Fahrrinne der Meerenge zwischen Asowschem und Schwarzem Meer unter ukrainischer Hoheit bleiben, der Wasserweg aber gemeinsam verwaltet werden sollte. Der Verlauf der Seegrenze solle so festgelegt werden, dass beiden Staaten die gemeinsame Nutzung vermuteter Rohstoffvorkommen ermöglicht wird.
Mit der Annexion der Krim durch die Russische Föderation kam die Insel im März 2014 unter russische Kontrolle, weshalb eine direkte Transportverbindung vom russischen Territorium zur Krim höchste Priorität erhielt und umgehend eine Brücke, die der Länge nach über die Insel führt, geplant und im Mai 2018 offiziell eröffnet wurde.
Auf der Insel lebten etwa 20 Familien, die vom Fischfang und einigen Erholungsheimen lebten, zudem befanden sich dort einige Ferienhäuser. Im Rahmen der Bauarbeiten wurde der Platz von der Baustelle beansprucht.

## Umweltschäden durch Bau der Krim-Brücke
Dadurch, dass die Krim-Brücke direkt über die Insel gebaut wurde, entstanden auf der Insel irreparable Umweltschäden. Vor dem Bau war Tusla ein wichtiges Naturgebiet für Meeres- und Zugvögel. Während der Brückenkonstruktion wurden Teile der Wälder auf der Insel abgeholzt und die Insel als Parkplatz und Lager für Baumaterialien genutzt. Infolge der Bauarbeiten hat sich der Wasseraustausch zwischen dem Asowschen und Schwarzen Meer wesentlich verändert. Zuvor floss das Wasser mit geringer Geschwindigkeit gleichmäßig um die Insel. Für die Brückenkonstruktion wurde ein Damm aufgeschüttet, der eine künstliche Nehrung bildet. Seitdem verläuft der Hauptwasserstrom mit hoher Geschwindigkeit zwischen der Tusla und dem künstlichen Damm und hat die Erosion am südöstlichen Teil der Insel verstärkt.